# 黎明獲獎與提名列表
黎明得獎與提名列表列出香港藝人黎明出道至今所獲得的榮譽及音樂、電影等獎項。

## 背景
黎明在1985年參加電影公司舉辦的「碧泉發掘新星」活動（碧泉新星大賽），獲得首個演藝界頒發的獎項，及後於1986年參加《第五屆新秀歌唱大賽》獲得銅獎，由此加入演藝圈。黎明在1990年代主要從事歌手工作，同時以演員身份演出電視劇、電影及廣告，獲得多家香港電子傳媒機構頒發的音樂獎項，1990年代中期首次獲提名電影最佳男主角及獲得多個電視廣告獎項。1999年12月12日，黎明宣佈退出香港樂壇頒獎禮，不再參與角逐香港的音樂獎項，但仍接受香港以外地區頒發的獎項。2000年代，黎明投放更多時間往電影界發展，亦曾經為音樂短片執導，獲得多個影視獎項，包括於2002年獲得金馬獎最佳男主角，及後於2010年代首次以導演身份製作電影，獲得「大本鐘獎」的「最受推崇新導演獎」。

## 個人榮譽
自1990年代開始，黎明多次發起或參與慈善及公益活動，獲聯合國兒童基金會任命為「國際青年特使」，以平民身份獲頒發聯合國通行證，並創下受益人數最多的慈善活動世界紀錄，及後獲委任為香港公益金董事會成員，曾經先後三次獲香港特別行政區政府受勳。
以下是黎明自1990年代至今獲頒授的主要榮譽紀錄：
| 年份／日期    | 頒發機構                     | 獲頒榮譽                         | 備註                                                               | 來源          |
| ------------- | ---------------------------- | -------------------------------- | ------------------------------------------------------------------ | ------------- |
| 1994年1月6日  | 聯合國兒童基金會             | 獲任命為國際愛心大使             | 成為首位擔任聯合國兒童基金會國際親善大使的華人                     | [ 5 ]         |
| 1994年10月5日 | 美國三藩市政府               | 榮譽市民獎                       | 將10月15日訂為三藩市的「黎明日」；10月16日訂為渥倫市的「黎明日」。 | [ 6 ]         |
| 1995年        | 健力士世界紀錄               | 創下獲益人最多的慈善活動世界紀錄 | 為八千多萬名中國大陸兒童籌款購買脊髓灰質炎疫苗                     | [ 7 ]         |
| 1995年        | 聯合國兒童基金會             | 獲任命為國際青年特使             | 成為全球首位獲聯合國兒童基金會總部頒發聯合國通行證的平民           | [ 8 ]         |
| 1998年1月20日 |                              | 第三屆路易．卡地亞卓越成就獎     |                                                                    | [ 9 ]         |
| 1998年11月7日 | 國際青年商會香港總會         | 香港十大傑出青年                 |                                                                    | [ 10 ]        |
| 2001年5月28日 | 香港公益金                   | 公益金最高榮譽獎                 | 成為當時籌得最多善款的藝人                                         | [ 11 ]        |
| 2002年10月4日 | 香港公益金                   | 慈善貢獻卓越服務獎               |                                                                    | [ 12 ]        |
| 2003年7月1日  | 香港特別行政區政府           | 榮譽勳章                         | 最年輕獲頒榮譽勳章的香港藝人                                       | [ 13 ]        |
| 2007年6月27日 | 星光大道                     | 手印牌匾放置於尖沙咀星光大道     | 編號：101                                                          | [ 14 ]        |
| 2009年7月1日  | 香港特別行政區政府           | 銅紫荊星章                       | 表揚黎明熱心參與香港公益金等慈善及義務工作                         | [ 15 ]        |
| 2013年        | 美國布殊基金及北京財智精英會 | 中國藝術家傑出成就獎             | 由前美國總統老布殊的兒子尼爾布殊頒贈老布殊親筆簽字的油畫肖像       | [ 16 ] [ 17 ] |
| 2019年7月1日  | 香港特別行政區政府           | 銀紫荊星章                       | 表揚黎明在過去的25年為香港公益金作出貢獻                           | [ 18 ] [ 19 ] |

## 音樂獎項

### 勁歌金曲季選
1990年代，香港電視廣播有限公司（無綫電視）每年均舉辦4次《勁歌金曲季選》，選出每季最受歡迎的歌曲（約有十至十二首），獲獎歌曲自動成為《十大勁歌金曲頒獎典禮》的候選金曲。以下是黎明在1990年至1999年度的獲獎及提名紀錄：
| 頒獎日期       | 典禮                       | 候選歌曲               | 結果 | 備註                                     | 來源                 |
| -------------- | -------------------------- | ---------------------- | ---- | ---------------------------------------- | -------------------- |
| 1990年         | 1990年度勁歌金曲第三季季選 | 相逢在雨中             | 提名 |                                          |                      |
| 1991年4月7日   | 1991年度勁歌金曲第一季季選 | 如果這是情             | 獲獎 |                                          | [ 21 ] [ 22 ]        |
| 1991年4月7日   | 1991年度勁歌金曲第一季季選 | 親近你                 | 提名 |                                          |                      |
| 1991年6月30日  | 1991年度勁歌金曲第二季季選 | 對不起，我愛你         | 獲獎 |                                          | [ 23 ] [ 24 ]        |
| 1991年9月1日   | 1991年度勁歌金曲第三季季選 | Oh！夜                 | 獲獎 |                                          | [ 25 ] [ 26 ]        |
| 1991年12月22日 | 1991年度勁歌金曲第四季季選 | 今夜你會不會來         | 獲獎 |                                          | [ 27 ]               |
| 1991年12月22日 | 1991年度勁歌金曲第四季季選 | 我的感覺               | 提名 |                                          |                      |
| 1992年         | 1992年度勁歌金曲第一季季選 | 我的感覺               | 獲獎 |                                          | [ 28 ]               |
| 1992年         | 1992年度勁歌金曲第二季季選 | 天才白痴往日情         | 提名 |                                          |                      |
| 1992年         | 1992年度勁歌金曲第二季季選 | 我來自北京             | 獲獎 |                                          | [ 29 ]               |
| 1992年         | 1992年度勁歌金曲第二季季選 | 但願不只是朋友         | 獲獎 |                                          | [ 29 ]               |
| 1992年9月26日  | 1992年度勁歌金曲第三季季選 | 我會像你一樣傻         | 獲獎 |                                          | [ 30 ]               |
| 1992年9月26日  | 1992年度勁歌金曲第三季季選 | 我的親愛               | 獲獎 |                                          | [ 30 ]               |
| 1992年         | 1992年度勁歌金曲第四季季選 | 一夜傾情               | 獲獎 |                                          | [ 31 ]               |
| 1992年         | 1992年度勁歌金曲第四季季選 | 我愛Ichiban            | 獲獎 |                                          | [ 31 ]               |
| 1993年         | 1993年度勁歌金曲第一季季選 | I Love U OK？！        | 提名 |                                          |                      |
| 1993年         | 1993年度勁歌金曲第一季季選 | 傻癡癡                 | 提名 |                                          |                      |
| 1993年         | 1993年度勁歌金曲第一季季選 | 願你今夜別離去         | 獲獎 |                                          | [ 32 ]               |
| 1993年         | 1993年度勁歌金曲第二季季選 | 真的愛情定可到未來     | 提名 |                                          |                      |
| 1993年         | 1993年度勁歌金曲第二季季選 | 夏日燒着了             | 獲獎 |                                          | [ 33 ]               |
| 1993年9月26日  | 1993年度勁歌金曲第三季季選 | 夏日傾情               | 獲獎 |                                          | [ 34 ]               |
| 1993年         | 1993年度勁歌金曲第四季季選 | 深秋的黎明             | 獲獎 |                                          | [ 35 ]               |
| 1993年         | 1993年度勁歌金曲第四季季選 | 不可推搪               | 提名 |                                          |                      |
| 1994年         | 1994年度勁歌金曲第一季季選 | 心愛                   | 提名 |                                          |                      |
| 1994年         | 1994年度勁歌金曲第一季季選 | 愛情影畫戲             | 獲獎 |                                          | [ 36 ]               |
| 1994年9月25日  | 1994年度勁歌金曲第二季季選 | 那有一天不想你         | 獲獎 |                                          | [ 37 ] [ 38 ]        |
| 1994年         | 1994年度勁歌金曲第三季季選 | 藍色街燈               | 獲獎 |                                          | [ 39 ]               |
| 1994年         | 1994年度勁歌金曲第三季季選 | 不醉舞夜               | 提名 |                                          |                      |
| 1994年         | 1994年度勁歌金曲第四季季選 | 陽光                   | 提名 |                                          |                      |
| 1994年         | 1994年度勁歌金曲第四季季選 | 最後的戀愛             | 提名 |                                          |                      |
| 1994年         | 1994年度勁歌金曲第四季季選 | 火舞艷陽               | 獲獎 |                                          | [ 40 ]               |
| 1995年         | 1995年度勁歌金曲第一季季選 | 夜搖遙                 | 提名 |                                          |                      |
| 1995年         | 1995年度勁歌金曲第一季季選 | 送你一瓣的雪花         | 獲獎 |                                          | [ 41 ]               |
| 1995年         | 1995年度勁歌金曲第二季季選 | 一生最愛就是你         | 獲獎 |                                          | [ 42 ]               |
| 1995年         | 1995年度勁歌金曲第三季季選 | 明日世界更漂亮         | 提名 |                                          |                      |
| 1995年         | 1995年度勁歌金曲第三季季選 | 一生痴心               | 獲獎 |                                          | [ 43 ]               |
| 1995年         | 1995年度勁歌金曲第四季季選 | 如果我們不再相愛       | 提名 |                                          |                      |
| 1995年         | 1995年度勁歌金曲第四季季選 | 危情追蹤               | 獲獎 |                                          | [ 44 ]               |
| 1996年         | 1996年度勁歌金曲第一季季選 | 沒名字的歌，無名字的你 | 獲獎 |                                          |                      |
| 1996年         | 1996年度勁歌金曲第一季季選 | 原諒我                 | 提名 |                                          |                      |
| 1996年6月30日  | 1996年度勁歌金曲第二季季選 | 微風之前（離別之後）   | 提名 |                                          |                      |
| 1996年6月30日  | 1996年度勁歌金曲第二季季選 | 情深說話未曾講         | 獲獎 |                                          | [ 45 ]               |
| 1996年9月29日  | 1996年度勁歌金曲第三季季選 | 或許…未必…不過         | 提名 |                                          |                      |
| 1996年9月29日  | 1996年度勁歌金曲第三季季選 | 色情男女               | 獲獎 |                                          | [ 46 ]               |
| 1996年         | 1996年度勁歌金曲第四季季選 | 原來戀愛               | 獲獎 |                                          |                      |
| 1997年         | 1997年度勁歌金曲第一季季選 | 感應                   | 獲獎 |                                          |                      |
| 1997年         | 1997年度勁歌金曲第一季季選 | 開放                   | 提名 |                                          |                      |
| 1997年         | 1997年度勁歌金曲第二季季選 | 世界之最               | 提名 |                                          |                      |
| 1997年         | 1997年度勁歌金曲第二季季選 | 只要為我愛一天         | 獲獎 |                                          |                      |
| 1997年         | 1997年度勁歌金曲第三季季選 | 傳情達意               | 提名 |                                          |                      |
| 1997年         | 1997年度勁歌金曲第三季季選 | DNA出錯                | 獲獎 |                                          |                      |
| 1997年12月28日 | 1997年度勁歌金曲第四季季選 | 100樣可能              | 提名 |                                          |                      |
| 1997年12月28日 | 1997年度勁歌金曲第四季季選 | 你令愛了不起           | 獲獎 |                                          | [ 47 ]               |
| 1998年         | 1998年度勁歌金曲第一季季選 | 招呼你朋友             | 獲獎 |                                          |                      |
| 1998年         | 1998年度勁歌金曲第二季季選 | 愛你／不愛你           | 提名 |                                          |                      |
| 1998年         | 1998年度勁歌金曲第二季季選 | 我這樣愛你             | 獲獎 |                                          |                      |
| 1998年         | 1998年度勁歌金曲第三季季選 | 少見多掛               | 獲獎 |                                          |                      |
| 1998年12月27日 | 1998年度勁歌金曲第四季季選 | 今生不再               | 提名 |                                          |                      |
| 1998年12月27日 | 1998年度勁歌金曲第四季季選 | Happy 2000             | 獲獎 |                                          |                      |
| 1999年3月28日  | 1999年度勁歌金曲第一季季選 | 如果可以再見你         | 獲獎 |                                          | [ 48 ]               |
| 1999年3月28日  | 1999年度勁歌金曲第一季季選 | 對不起，我愛誰         | 提名 |                                          |                      |
| 1999年6月20日  | 1999年度勁歌金曲第二季季選 | 大綱與細節             | 提名 |                                          |                      |
| 1999年6月20日  | 1999年度勁歌金曲第二季季選 | 酸                     | 提名 |                                          |                      |
| 1999年6月20日  | 1999年度勁歌金曲第二季季選 | 我愛花香不愛花         | 提名 |                                          |                      |
| 1999年6月20日  | 1999年度勁歌金曲第二季季選 | Sugar In The Marmalade | 獲獎 |                                          | [ 49 ]               |
| 1999年         | 1999年度勁歌金曲第三季季選 | 從今開始               | 提名 | 由於黎明未能出席頒獎典禮而被取消得獎資格 | [ 50 ] [ 51 ] [ 52 ] |
| 1999年         | 1999年度勁歌金曲第四季季選 | 非我莫屬               | 提名 | 退出角逐                                 |                      |
| 1999年         | 1999年度勁歌金曲第四季季選 | 眼睛想旅行             | 提名 | 退出角逐                                 |                      |

### 十大勁歌金曲頒獎典禮
《十大勁歌金曲頒獎典禮》是無綫電視主辦的香港本地音樂頒獎典禮，在每年的1月舉行，以公眾投票及主辦單位評分作為獲獎的依據，當中的「最受歡迎男／女歌星」和「金曲金獎」在1990年代被視為最高殊榮獎項，「金曲金獎」是由10首獲得「十大勁歌金曲獎」的歌曲中選出1首得獎歌曲，除了考慮歌曲的所得票數及全年的受歡迎程度外，還會考慮到作曲、作詞及歌手的唱功等因素，因此「金曲金獎」被視為對歌曲的質量及歌手的歌唱實力作出肯定。以下是黎明在1990年至1999年度的獲獎紀錄：
| 頒獎日期      | 典禮                                     | 獲頒獎項／得獎作品 | 備註                                 | 來源          |
| ------------- | ---------------------------------------- | --- | ------------------------------------ | ------------- |
| 1991年1月19日 | 1990年度（第八屆）十大勁歌金曲頒獎典禮   | 最受歡迎新人獎－金獎 |                                      | [ 56 ] [ 57 ] |
| 1992年1月19日 | 1991年度（第九屆）十大勁歌金曲頒獎典禮   | 十大勁歌金曲獎〈對不起，我愛你〉、〈今夜你會不會來〉                                                                         |                                      | [ 58 ]        |
| 1993年1月17日 | 1992年度（第十屆）十大勁歌金曲頒獎典禮   | 十大勁歌金曲獎〈我來自北京〉、〈我的親愛〉                                                                                   |                                      | [ 59 ]        |
| 1994年1月16日 | 1993年度（第十一屆）十大勁歌金曲頒獎典禮 | 十大勁歌金曲獎〈夏日傾情〉 最受歡迎男歌星                                                                                    | 歷屆最年輕的「最受歡迎男歌星」得獎者 | [ 60 ] [ 61 ] |
| 1995年1月15日 | 1994年度（第十二屆）十大勁歌金曲頒獎典禮 | 十大勁歌金曲獎〈那有一天不想你〉 金曲金獎〈那有一天不想你〉                                                                  |                                      | [ 62 ]        |
| 1996年1月14日 | 1995年度（第十三屆）十大勁歌金曲頒獎典禮 | 十大勁歌金曲獎〈危情追蹤〉 最受歡迎男歌星                                                                                    |                                      | [ 63 ] [ 64 ] |
| 1997年1月12日 | 1996年度（第十四屆）十大勁歌金曲頒獎典禮 | 十大勁歌金曲獎〈情深說話未曾講〉 金曲金獎〈情深說話未曾講〉 公益金慈善金曲大獎〈當年情〉                                     |                                      | [ 65 ] [ 66 ] |
| 1998年1月18日 | 1997年度（第十五屆）十大勁歌金曲頒獎典禮 | 十大勁歌金曲獎〈只要為我愛一天〉 金曲金獎〈只要為我愛一天〉 公益金慈善金曲大獎〈親情〉                                       |                                      | [ 67 ]        |
| 1999年1月24日 | 1998年度（第十六屆）十大勁歌金曲頒獎典禮 | 十大勁歌金曲獎〈我這樣愛你〉 金曲金獎〈我這樣愛你〉 公益金慈善金曲大獎〈try To Rember〉 最受歡迎廣告歌曲金獎〈愛你／不愛你〉 |                                      | [ 68 ] [ 69 ] |

### 十大中文金曲頒獎音樂會
《十大中文金曲頒獎音樂會》是香港電台主辦的香港流行音樂的頒獎典禮，以公眾投票、民意調查及專業評審作為獲獎的依據，早年的主要獎項包括「十大中文金曲獎」，及後於1994年起增設「十大優秀歌手」及「全球華人至尊金曲」等獎項。以下是黎明在1990至1999年度的獲獎紀錄：
| 頒獎日期      | 典禮                                         | 獲頒獎項／得獎作品                                                                                        | 備註         | 來源          |
| ------------- | -------------------------------------------- | --- | ------------ | ------------- |
| 1991年1月15日 | 1990年度（第十三屆）十大中文金曲頒獎音樂會   | 最有前途新人獎－銀獎                                                                                      |              | [ 72 ] [ 73 ] |
| 1992年1月7日  | 1991年度（第十四屆）十大中文金曲頒獎音樂會   | 十大中文金曲獎〈對不起，我愛你〉 IFPI香港唱片銷量大獎－全年銷量冠軍大獎《是愛、是緣》                     |              | [ 74 ] [ 75 ] |
| 1993年1月10日 | 1992年度（第十五屆）十大中文金曲頒獎音樂會   | 十大中文金曲獎〈但願不只是朋友〉、〈我的親愛〉                                                            |              | [ 76 ]        |
| 1994年1月8日  | 1993年度（第十六屆）十大中文金曲頒獎音樂會   | 十大中文金曲獎〈夏日傾情〉                                                                                |              | [ 77 ]        |
| 1995年1月20日 | 1994年度（第十七屆）十大中文金曲頒獎音樂會   | 十大優秀歌手獎 十大中文金曲獎〈那有一天不想你〉 全球華人至尊金曲獎〈那有一天不想你〉                      |              | [ 78 ]        |
| 1996年1月18日 | 1995年度（第十八屆）十大中文金曲頒獎音樂會   | 十大優秀歌手獎 十大中文金曲獎〈一生最愛就是你〉 最佳改編歌曲獎〈送你一瓣的雪花〉                          |              | [ 79 ]        |
| 1997年1月25日 | 1996年度（第十九屆）十大中文金曲頒獎音樂會   | 十大優秀歌手獎 十大中文金曲獎〈情深說話未曾講〉 全球華人至尊金曲獎〈情深說話未曾講〉 全年最高銷量歌手大獎 |              | [ 80 ] [ 81 ] |
| 1998年1月10日 | 1997年度（第二十屆）十大中文金曲頒獎音樂會   | 十大優秀歌手獎 十大中文金曲獎〈只要為我愛一天〉 全球華人至尊金曲獎〈只要為我愛一天〉 全年最高銷量歌手大獎 |              | [ 82 ]        |
| 1999年1月29日 | 1998年度（第二十一屆）十大中文金曲頒獎音樂會 | 十大優秀歌手獎 十大中文金曲獎〈我這樣愛你〉 全年最高銷量歌手大獎                                          |              | [ 83 ] [ 84 ] |
| 2000年1月21日 | 1999年度（第二十二屆）十大中文金曲頒獎音樂會 | 十大優秀歌手獎 十大中文金曲獎〈眼睛想旅行〉 全年最高銷量歌手大獎                                          | 退出領獎     | [ 85 ]        |
| 2021年1月16日 | 2020年度（第四十三屆）十大中文金曲頒獎音樂會 | 十大中文金曲獎〈忘記和記（麥浚龍 featuring 黎明）〉                                                       | 由麥浚龍領獎 | [ 86 ]        |

### 叱咤樂壇流行榜頒獎典禮
《叱咤樂壇流行榜頒獎典禮》是香港商業電台舉辦的香港本地音樂頒獎典禮，以歌曲的全年播放率為主要的獲獎依據，部份獎項則由公眾及現場觀眾投票選出，在1990年代普遍被認為是透明度和認受性高的香港音樂頒獎禮，主要獎項包括「男／女歌手獎」、「我最喜愛的男／女歌手」、「我最喜愛的歌曲大獎」、「至尊歌曲大獎」及「至尊唱片大獎」，大眾普遍認為歌手如在歌唱生涯中獲得上述5個獎項，即達成「叱咤大滿貫」，在樂壇的實力獲得高度的肯定。以下是黎明在1990至1999年度的獲獎紀錄：
| 頒獎日期      | 典禮                                       | 獲頒獎項／得獎作品 | 備註                                                                                               | 來源          |
| ------------- | ------------------------------------------ | --- | -------------------------------------------------------------------------------------------------- | ------------- |
| 1991年1月22日 | 1990年度（第三屆）叱咤樂壇流行榜頒獎典禮   | 叱咤樂壇全港電台播放率最高生力軍男歌手－銀獎 | | [ 87 ]        |
| 1992年1月20日 | 1991年度（第四屆）叱咤樂壇流行榜頒獎典禮   | 叱咤樂壇男歌手－銅獎 | | [ 88 ]        |
| 1993年        | 1992年度（第五屆）叱咤樂壇流行榜頒獎典禮   | 叱咤樂壇男歌手－銅獎 | | [ 89 ]        |
| 1994年        | 1993年度（第六屆）叱咤樂壇流行榜頒獎典禮   | 叱咤樂壇男歌手－銅獎 | | [ 90 ]        |
| 1995年1月1日  | 1994年度（第七屆）叱咤樂壇流行榜頒獎典禮   | 叱咤樂壇男歌手－銅獎 我最喜愛的歌曲大獎〈那有一天不想你〉 至尊歌曲大獎〈那有一天不想你〉 我最喜愛的本地創作歌曲大獎〈那有一天不想你〉 至尊創作歌曲大獎〈那有一天不想你〉 我最喜愛的現場演繹大獎〈那有一天不想你〉 | | [ 91 ] [ 92 ] |
| 1996年1月1日  | 1995年度（第八屆）叱咤樂壇流行榜頒獎典禮   | 專業推介叱吒十大歌曲〈危情追蹤〉 | | [ 93 ]        |
| 1997年1月1日  | 1996年度（第九屆）叱咤樂壇流行榜頒獎典禮   | 叱咤樂壇男歌手－金獎 廣告歌曲獎〈情深說話未曾講〉 至尊唱片大獎《Perhaps...》 | | [ 94 ] [ 95 ] |
| 1998年1月1日  | 1997年度（第十屆）叱咤樂壇流行榜頒獎典禮   | 叱咤樂壇男歌手－金獎 我最喜愛的男歌手 我最喜愛的歌曲大獎〈只要為我愛一天〉 叱吒樂壇十周年大獎－叱吒殿堂十大歌手                                                                                                   | 成為出道最短年資達成「叱咤大滿貫」的歌手                                                           | [ 96 ]        |
| 1999年1月1日  | 1998年度（第十一屆）叱咤樂壇流行榜頒獎典禮 | 叱咤樂壇男歌手－銀獎 我最喜愛的男歌手 叱咤廣告歌曲〈我這樣愛你〉 叱吒專業推介第三位〈今生不再〉 叱吒樂壇至尊拍檔（黎明＋和記電訊）                                                                                | | [ 97 ]        |
| 2000年1月1日  | 1999年度（第十二屆）叱咤樂壇流行榜頒獎典禮 | 我最喜愛的男歌手 | 黎明已宣佈退出領獎，但仍然在公開票選中取得最高票數，在放棄角逐的情況下獲選為「我最喜愛的男歌手」。 | [ 98 ]        |

### 新城勁爆頒獎禮
《新城勁爆頒獎禮》（前稱「新城勁爆家族音樂大賞」）是香港新城電台舉辦的本地音樂頒獎典禮，以每星期的「新城勁爆流行榜」中各首上榜歌曲的流行程度所得出的年度總結作為獲獎依據，主要獎項包括「勁爆男／女歌手」、「年度歌曲大獎」、「勁爆專輯獎」等，此外，主辦單位每年會因應市場情況而增設不同類型的獎項。以下是黎明在1992至1999年度的獲獎紀錄：
| 頒獎日期      | 典禮                                   | 獲頒獎項／得獎作品 | 備註     | 來源            |
| ------------- | -------------------------------------- | --- | -------- | --------------- |
| 1992年9月9日  | 1992年度（第一屆）新城勁爆家族音樂大賞 | 最佳男歌手－銅獎 熱線偶像大賞 |          | [ 99 ]          |
| 1993年9月9日  | 1993年度（第二屆）新城勁爆家族音樂大賞 | 勁爆男歌手－銅獎 熱線偶像大賞 |          | [ 100 ]         |
| 1995年1月     | 1994年度（第三屆）新城勁爆頒獎禮       | 香港勁爆男歌手獎 JVC 最人氣急升男歌手獎 大學生眼中最受歡迎歌曲〈那有一天不想你〉 香港勁爆流行曲〈那有一天不想你〉                       |          | [ 101 ]         |
| 1996年1月21日 | 1995年度（第四屆）新城勁爆頒獎禮       | 香港勁爆男歌手獎 香港勁爆廣告歌曲獎－金獎〈一生最愛就是你〉                                                                             |          | [ 102 ] [ 103 ] |
| 1997年1月31日 | 1996年度（第五屆）新城勁爆頒獎禮       | 勁爆流行曲獎〈情深說話未曾講〉 勁爆民歌獎〈或許…未必…不過〉 勁爆廣告歌曲獎－金獎〈情深說話未曾講〉 勁爆卡拉OK歌曲大獎〈情深說話未曾講〉 |          | [ 104 ]         |
| 1998年1月14日 | 1997年度（第六屆）新城勁爆頒獎禮       | 勁爆男歌手獎 勁爆年度歌曲大獎〈只要為我愛一天〉 勁爆流行曲獎〈只要為我愛一天〉 勁爆民歌獎〈你令愛了不起〉、〈開放〉                     |          | [ 105 ] [ 106 ] |
| 1999年1月20日 | 1998年度（第七屆）新城勁爆頒獎禮       | 勁爆廣告歌曲大獎〈我這樣愛你〉 勁爆年度歌曲大獎〈我這樣愛你〉                                                                           |          | [ 107 ]         |
| 2000年1月     | 1999年度（第八屆）新城勁爆頒獎禮       | 勁爆男歌手獎 勁爆廣告歌曲大獎〈Sugar in the marmalade〉                                                                                 | 退出領獎 | [ 108 ]         |

### 四台聯頒音樂大獎
四台聯頒音樂大獎設立於1995年，由香港四大電子傳媒機構（電視廣播有限公司、香港電台、商業電台及新城電台）（簡稱「四台」）聯合頒發予在以上機構各自舉辦的頒獎禮結果中，得獎總數最多的音樂創作人及歌手。以下是黎明在1995年至1999年度的獲獎紀錄：
| 頒獎日期      | 典禮                                     | 獲頒獎項／得獎作品                     | 備註                                         | 來源    |
| ------------- | ---------------------------------------- | -------------------------------------- | -------------------------------------------- | ------- |
| 1997年1月12日 | 1996年度（第十四屆）十大勁歌金曲頒獎典禮 | 四台聯頒音樂大獎－大碟獎《Perhaps...》 |                                              | [ 110 ] |
| 1997年1月31日 | 1996年度（第五屆）新城勁爆頒獎禮         | 四台聯頒音樂大獎－傳媒大獎             |                                              | [ 111 ] |
| 2000年1月16日 | 1999年度（第十七屆）十大勁歌金曲頒獎典禮 | 四台聯頒音樂大獎－大碟獎《Leon Now》   | 黎明已宣佈退出頒獎禮，由唱片監製雷頌德領獎。 | [ 112 ] |

### 金心情歌頒獎禮
《金心情歌頒獎禮》是由香港新城電台金曲台舉辦的本地音樂頒獎典禮，主要獎項包括「金心情歌男／女歌手」、「金心情歌獎」、「金心完美情人鑽石獎」等。以下是黎明在1993至1997年度的獲獎紀錄：
| 頒獎日期      | 典禮                             | 獲頒獎項／得獎作品                                                                                       | 備註 | 來源            |
| ------------- | -------------------------------- | --- | ---- | --------------- |
| 1994年        | 1993年度（第一屆）金心情歌頒獎禮 | 金心情歌男歌手－金獎 本地金心情歌金獎〈夏日傾情〉、〈深秋的黎明〉 金心熱線最受歡迎男歌手                 |      | [ 113 ]         |
| 1995年2月14日 | 1994年度（第二屆）金心情歌頒獎禮 | 金心情歌男歌手－鑽石獎 本地金心情歌金獎〈那有一天不想你〉 金心完美情人鑽石獎                             |      | [ 114 ] [ 115 ] |
| 1996年2月14日 | 1995年度（第三屆）金心情歌頒獎禮 | 金心情歌男歌手－銀獎 本地金心情歌金獎〈一生最愛就是你〉 金心完美情人鑽石獎                               |      | [ 116 ]         |
| 1997年2月14日 | 1996年度（第四屆）金心情歌頒獎禮 | 金心情歌男歌手－鑽石獎 本地金心情歌金獎〈情深說話未曾講〉 金心完美情人鑽石獎                             |      | [ 117 ]         |
| 1998年2月3日  | 1997年度（第五屆）金心情歌頒獎禮 | 金心情歌男歌手－鑽石獎 本地金心情歌金獎〈只要為我愛一天〉 金心完美情人鑽石獎 國語金心情歌金獎〈DNA出錯〉 |      | [ 118 ]         |

### 全球華語榜中榜
《全球華語榜中榜》由Channel V舉辦的華語流行音樂頒獎典禮，以公眾投票及專業評審作為獲獎的依據，以下是黎明在1997至2001年度的獲獎紀錄：
| 頒獎日期 | 典禮                                     | 獲頒獎項／得獎作品                                                         | 備註 | 來源    |
| -------- | ---------------------------------------- | -------------------------------------------------------------------------- | ---- | ------- |
| 1998年   | 1997年度（第四屆）全球華語榜中榜頒獎典禮 | 中文TOP20金曲獎〈DNA出錯〉                                                 |      | [ 120 ] |
| 1999年   | 1998年度（第五屆）全球華語榜中榜頒獎典禮 | 中文TOP20金曲獎〈心在跳〉                                                  |      | [ 121 ] |
| 2000年   | 1999年度（第六屆）全球華語榜中榜頒獎典禮 | 中文TOP20金曲獎〈非我莫屬〉 Channel [V]大獎                                |      | [ 122 ] |
| 2001年   | 2000年度（第七屆）全球華語榜中榜頒獎典禮 | 最佳音樂錄影帶獎《愛天愛地》 亞洲最具魅力男歌手獎                          |      | [ 123 ] |
| 2002年   | 2001年度（第八屆）全球華語榜中榜頒獎典禮 | 最佳音樂錄影帶獎《重愛輕友》 最受歡迎歌曲獎〈重愛輕友〉 全國傑出才藝歌手獎 |      | [ 124 ] |

### 其他音樂獎項
| 頒獎日期       | 頒發單位／典禮                                                       | 獲頒獎項 | 備註                               | 來源                    |
| -------------- | -------------------------------------------------------------------- | --- | ---------------------------------- | ----------------------- |
| 1986年7月13日  | 無線電視《第五屆新秀歌唱大賽》                                       | 銅獎 | 參賽歌曲〈絕對空虛〉（蔡楓華原唱） | [ 125 ]                 |
| 1993年9月19日  | 上海東方電視台                                                       | 上海最具浪漫品味男歌手 |                                    | [ 126 ]                 |
| 1993年11月22日 | 武漢電視台                                                           | 全湖南北省最受歡迎青年男歌手 |                                    | [ 127 ]                 |
| 1994年8月28日  | 無線電視《第三屆兒歌金曲頒獎典禮》                                   | 十大兒歌金曲獎〈世界的心跳〉 |                                    | [ 128 ]                 |
| 1994年         | 台灣聯廣廣告公司問卷調查                                             | 最受歡迎男歌手 |                                    | [ 129 ]                 |
| 1994年         | 香港商業電台及中央人民廣播電台《叱咤全球華語歌曲排行榜》             | 首三名得獎歌曲〈那有一天不想你〉 |                                    | [ 130 ]                 |
| 1995年         | 香港電台                                                             | 十大中文金曲之第二季最佳原創歌曲獎〈一生最愛就是你〉 |                                    | [ 131 ]                 |
| 1997年         | 有線電視《YMC至尊榜總選》                                            | 至尊心愛國語歌〈DNA出錯〉 至尊心愛廣東歌〈只要為我愛一天〉                                                                                                |                                    |                         |
| 1997年         | 香港商業電台叱咤903《潮流指97第二季季選》                            | 我最喜愛的廣告歌〈只要為我愛一天〉、〈傳情達意〉 我最喜愛的音樂錄影帶〈只要為我愛一天〉                                                                   |                                    | [ 132 ]                 |
| 1998年         | 有線電視《YMC至尊榜總選》                                            | 至尊心愛廣東歌〈我這樣愛你〉 |                                    |                         |
| 1998年12月19日 | 馬來西亞《動感321中文音樂頒獎典禮》                                  | 最受歡迎男歌手 最受歡迎廣告金曲〈我這樣愛你〉、〈愛你／不愛你〉 最佳形象男歌手獎                                                                          |                                    | [ 133 ]                 |
| 1998年12月31日 | HMV                                                                  | 1998年銷量最高廣東男歌手 1998年銷量最高中文大碟《我這樣愛你》、《如果可以再見你》、《玻璃之城電影原聲大碟》                                               |                                    | [ 134 ]                 |
| 2000年         | 美加華語廣播電台《十大金曲金榜題名》                                 | 最佳男歌手金獎 全年最佳大碟《Leon Now》 全年十大金曲〈眼睛想旅行〉                                                                                        |                                    | [ 135 ]                 |
| 2001年         | 第一屆百事音樂風雲榜                                                 | 年度最佳音樂錄影帶《愛天愛地》 |                                    | [ 136 ]                 |
| 2001年         | IFPI                                                                 | 全年銷量最高男歌手 十大銷量唱片《Club Sandwich》 十大銷量國語唱片《The Red Shoes》                                                                        |                                    | [ 137 ] [ 138 ] [ 139 ] |
| 2002年8月30日  | 香港電台普通話台《第二屆全球華語歌曲排行榜頒獎音樂會》               | 二十大金曲〈衝鋒陷陣〉 最佳傳媒推薦榮譽大獎 |                                    | [ 140 ] [ 141 ]         |
| 2002年3月24日  | 光線傳媒《音樂風雲榜》                                               | 年度最佳男歌手 年度最佳音樂錄影帶《別框我》－導演獎 |                                    | [ 142 ]                 |
| 2002年         | MTV全球華語音樂盛典                                                  | 亞洲年度最佳男歌手 |                                    | [ 143 ] [ 144 ]         |
| 2005年         | 第三屆東南勁爆音樂榜頒獎典禮                                         | 全球華語歌壇最受歡迎歌手 |                                    | [ 145 ]                 |
| 2006年         | 由內地二百多間廣播電台及八十四間電視台等共同主辦與評審《亞太音樂榜》 | 十年高品質唱片大獎 亞太區全方位藝人獎 Sina 全國最受歡迎男歌手                                                                                             |                                    | [ 146 ]                 |
| 2007年         | 第4屆「勁歌王」全球華人樂壇音樂盛典                                  | 金曲獎（粵語）〈愛是傻得起〉 勁歌王上王 勁歌王年度最佳演唱會《4 In Love》 勁歌王最佳概念專輯《4 In Love》                                                 |                                    | [ 147 ]                 |
| 2008年         | 中國原創音樂流行榜總選                                               | 港台金曲獎〈愛是傻得起〉 最優秀影視音樂獎 全球華人最傑出全能藝人大獎 全國榮譽歌手大獎 全國歷年最喜愛視像音樂獎《兩個人的煙火》 全國傑出成就音樂視像導演獎 |                                    | [ 148 ]                 |
| 2009年         | 第6屆「勁歌王」全球華人樂壇音樂盛典                                  | 金曲獎（國語）〈是我〉 勁歌王上王 舞台至尊大奬 勁歌王影視金曲獎〈你懂我的愛〉                                                                             |                                    | [ 149 ]                 |
| 2011年11月18日 | 第8屆「勁歌王」全球華人樂壇音樂盛典                                  | 最佳MV大獎《遲D見》、《情》 最佳MV導演大獎《遲D見》、《情》                                                                                               |                                    | [ 150 ]                 |
| 2019年5月11日  | 音樂先鋒榜三十一載榮耀盛典                                           | 樂壇創新推動大獎 亞太最具影響力演唱會大獎 |                                    | [ 151 ]                 |
| 2020年12月30日 | 第12屆華語金曲獎                                                     | 十大華語金曲（粵語十大）〈忘記和記（麥浚龍 featuring 黎明）〉 年度最佳粵語歌曲〈忘記和記（麥浚龍 featuring 黎明）〉                                       |                                    | [ 152 ]                 |

## 影視獎項

### 金馬獎
《金馬獎》是由中華民國電影事業發展基金會及臺北金馬影展執行委員會主辦的華語電影頒獎典禮，符合資格的華語電影均可報名角逐獎項，由金馬執委會遴選電影從業人員及影評人等十多名專業人士組成評審委員，評審工作分為初選、複選和決選三個階段，透過公開討論和不記名投票等方式，在嚴格規定和監督下選出入圍及獲獎名單。以下是黎明的提名及獲獎紀錄：
| 頒獎日期       | 典禮                 | 角逐獎項／作品（角色）           | 結果 | 備註                     | 來源    |
| -------------- | -------------------- | -------------------------------- | ---- | ------------------------ | ------- |
| 1997年12月13日 | 第34屆金馬獎頒獎典禮 | 最佳原創電影歌曲〈半生緣〉       | 獲獎 | 作曲：黃國倫、填詞：林夕 | [ 153 ] |
| 1998年12月12日 | 第35屆金馬獎頒獎典禮 | 最佳男主角《玻璃之城》（許港生） | 提名 |                          | [ 154 ] |
| 2002年11月16日 | 第39屆金馬獎頒獎典禮 | 最佳男主角《三更之回家》（于輝） | 獲獎 |                          | [ 155 ] |

### 香港電影金像獎
《香港電影金像獎》是由香港電影金像獎協會主辦的華語電影頒獎典禮，凡在香港首映的香港本土電影均可參選，由電影業內人士及媒體工作者自我評審，選出得獎者及得獎作品。以下是黎明的提名及獲獎紀錄：
| 頒獎日期      | 典禮                         | 角逐獎項／作品（角色）           | 結果 | 備註                     | 來源    |
| ------------- | ---------------------------- | -------------------------------- | ---- | ------------------------ | ------- |
| 1997年4月13日 | 第16屆香港電影金像獎頒獎典禮 | 最佳男主角《甜蜜蜜》（黎小軍）   | 提名 |                          | [ 156 ] |
| 1999年4月24日 | 第18屆香港電影金像獎頒獎典禮 | 最佳男主角《玻璃之城》（許港生） | 提名 |                          | [ 157 ] |
| 1999年4月24日 | 第18屆香港電影金像獎頒獎典禮 | 最佳原創電影歌曲〈今生不再〉     | 獲獎 | 作曲：李迪文、填詞：林夕 | [ 157 ] |
| 2003年4月6日  | 第22屆香港電影金像獎頒獎典禮 | 最佳男主角《三更之回家》（于輝） | 提名 |                          | [ 158 ] |

### 十大電視廣告頒獎典禮
《十大電視廣告頒獎典禮》是由亞洲電視及香港廣告客戶協會聯合舉辦，主辦單位從上年度曾經在香港的電視台播放的電視廣告中，選出300個候選廣告，交由初步評選委員會審核，從中選出50個入圍的廣告，然後由公眾以電話投票、巡迴展覽現場投票、互聯網投票及郵寄投票表格等方式，選出10個最受歡迎的廣告，由於黎明當時屬無綫電視旗下的歌手，因此沒有出席此頒獎典禮，由經理人陳善之代為領獎。以下是黎明的獲獎紀錄：
| 頒獎日期      | 典禮                         | 獲頒獎項／得獎作品 | 備註 | 來源                    |
| ------------- | ---------------------------- | --- | ---- | ----------------------- |
| 1995年1月22日 | 第一屆十大電視廣告頒獎典禮   | 十大最受歡迎電視廣告－和記天地線《天地情緣》 傑出電視廣告歌曲大獎〈那有一天不想你〉 最高榮譽大獎－和記天地線《天地情緣》                                       |      | [ 161 ]                 |
| 1996年1月21日 | 第二屆十大電視廣告頒獎典禮   | 十大最受歡迎電視廣告－和記傳訊《天地豪情》 最高榮譽大獎－和記傳訊《天地豪情》                                                                                  |      | [ 162 ]                 |
| 1997年1月25日 | 第三屆十大電視廣告頒獎典禮   | 十大最受歡迎電視廣告－和記傳訊《親情篇》 傑出電視廣告歌曲大獎〈情深說話未曾講〉 最受歡迎電視廣告男明星大獎 最高榮譽大獎－和記傳訊《親情篇》                    |      | [ 163 ]                 |
| 1998年1月17日 | 第四屆十大電視廣告頒獎典禮   | 十大最受歡迎電視廣告－和記新幹線《超越自我篇》 最受歡迎電視廣告歌曲大獎〈只要為我愛一天〉 最受歡迎電視廣告男明星大獎                                           |      | [ 164 ] [ 165 ] [ 166 ] |
| 1999年4月25日 | 第五屆十大電視廣告頒獎典禮   | 十大最受歡迎電視廣告－和記電訊《發現之旅第一篇（雪山）》、和記電訊《發現之旅第二篇（天山）》 最受歡迎電視廣告歌曲大獎〈我這樣愛你〉 最受歡迎電視廣告男明星大獎 |      | [ 167 ] [ 168 ]         |
| 2000年4月8日  | 第六屆十大電視廣告頒獎典禮   | 十大最受歡迎電視廣告－和記新幹線《心連心篇》 最高榮譽大獎－和記新幹線《心連心篇》                                                                              |      | [ 169 ] [ 170 ]         |
| 2001年3月31日 | 第七屆十大電視廣告頒獎典禮   | 最受歡迎電視廣告明星大獎 |      | [ 171 ]                 |
| 2005年4月17日 | 第十一屆十大電視廣告頒獎典禮 | 十大最受歡迎電視廣告－3《黎明篇》 最受歡迎電視廣告歌曲大獎〈一言為定〉 最浪漫愛情電視廣告大獎－3《下雨篇》                                                     |      | [ 172 ]                 |

### 其他影視獎項
| 年份／日期    | 頒發單位／典禮                     | 獲頒獎項                             | 備註 | 來源            |
| ------------- | ---------------------------------- | ------------------------------------ | ---- | --------------- |
| 1985年        | 碧泉新星大賽                       | 冠軍                                 |      | [ 1 ]           |
| 2004年        | 第一屆亞洲音樂節                   | 亞洲傑出藝人獎                       |      | [ 173 ]         |
| 2005年1月12日 | 第七屆長春電影節                   | 最佳男演員獎——《大城小事》           |      | [ 174 ]         |
| 2008年        | 騰訊網星光大典                     | 港台地區年度電影男演員獎——《梅蘭芳》 |      | [ 175 ]         |
| 2010年        | 國際大學生影像節                   | 最佳男演員獎——《十月圍城》、《火龍》 |      | [ 176 ]         |
| 2011年        | 美國第二屆紐約電影節               | 亞洲傑出男藝人獎                     |      | [ 177 ] [ 178 ] |
| 2017年11月2日 | 2017年度大本鐘獎之金獨角獸獎電影類 | 最受推崇新導演獎——《搶紅》           |      | [ 179 ]         |

## 其他獎項
| 年份／日期     | 頒發單位／典禮                   | 獲頒獎項                     | 備註 | 來源            |
| -------------- | -------------------------------- | ---------------------------- | ---- | --------------- |
| 1991年         | 和記電訊                         | 和記十大魅力男士             |      | [ 129 ]         |
| 1991年         | 壹周刊                           | 壹電視大獎－十大電視藝人     |      | [ 129 ]         |
| 1991年         | 商業電台                         | 第一屆十大健康形象藝人       |      | [ 180 ]         |
| 1992年         | 壹周刊                           | 最受歡迎藝員                 |      | [ 129 ]         |
| 1992年         | 新城電台                         | 勁爆靚人選舉－完美眼神獎     |      | [ 129 ]         |
| 1992年         | 商業電台                         | 第二屆十大健康形象藝人       |      | [ 181 ]         |
| 1993年         | 香港時裝設計師協會               | 十大傑出衣著人士             |      | [ 129 ]         |
| 1993年9月19日  | 上海環保局                       | 上海環保之星                 |      | [ 182 ]         |
| 1992年         | 新城電台                         | 十大靚人                     |      | [ 183 ]         |
| 1993年         | 商業電台                         | 第三屆十大健康形象藝人       |      | [ 129 ]         |
| 1993年11月9日  | 新城電台                         | 十大靚哥頒獎禮－十大靚哥獎   |      | [ 184 ]         |
| 1994年4月17日  | 第一屆金彩虹演藝紅人頒獎典禮     | 十大演藝紅人獎               |      | [ 185 ]         |
| 1994年         | 壹周刊                           | 壹電視大獎－十大電視藝人     |      | [ 129 ]         |
| 1994年         | 商業電台                         | 第四屆十大健康形象藝人       |      | [ 186 ]         |
| 1995年         | 壹周刊                           | 壹電視大獎－十大電視藝人     |      |                 |
| 1996年11月28日 | 電視廣播有限公司                 | 10年服務獎                   |      | [ 187 ]         |
| 1997年11月20日 | 君子雜誌9周年酒會                | 最難忘的人物獎－最難忘的動態 |      | [ 188 ]         |
| 2000年         | 明報周刊演藝動力大獎2000頒獎典禮 | 我最支持的演藝動力大獎       |      | [ 189 ]         |
| 2006年         | 明報周刊演藝動力大獎2006頒獎典禮 | 愛心動力大獎                 |      | [ 190 ]         |
| 2009年         | 君子雜誌                         | 年度君子獎                   |      | [ 191 ]         |
| 2009年2月28日  | 新娛樂慈善群星會                 | 年度最具影響慈善之星         |      | [ 192 ] [ 193 ] |
| 2010年         | 明報周刊演藝動力大獎2010頒獎典禮 | 致敬大獎                     |      | [ 194 ]         |

### 書籍文獻
- 黃國恩. . 香港: 非凡出版. 2020-07: 212－221. ISBN 9789888676002 （中文）.

### 註腳列表
1. 1 2  . 華僑日報. 1985-08-24: 18  [2022-01-03]. （原始内容存档于2021-07-25） （中文）.
2. ↑  . 華僑日報. 1986-07-14: 1  [2022-01-03]. （原始内容存档于2021-07-25） （中文）.
3. ↑  . 電視日報. 1995-12-01  [2021-12-05]. （原始内容存档于2021-12-17） （中文）.
4. ↑  . 明報. 2019-11-10  [2020-09-06]. （原始内容存档于2020-09-06） （中文）.
5. ↑  . 天天日報. 1994-01-07  [2023-04-07]. （原始内容存档于2023-04-07） （中文）.
6. ↑  . 明報. 1994-10-06  [2023-04-14]. （原始内容存档于2023-04-14） （中文）.
7. ↑  . 天天日報. 1995-12-01  [2021-09-05]. （原始内容存档于2021-09-05） （中文）.
8. ↑  . 東周刊. 1995-12-13  [2021-11-04]. （原始内容存档于2021-05-24） （中文）.
9. ↑  . 快報. 1998-01-20  [2022-03-12]. （原始内容存档于2022-03-12） （中文）.
10. ↑  依玲. . 明報. 1998-10-11  [2021-05-24]. （原始内容存档于2021-05-24） （中文）.
11. ↑  . 南方日報. 2001-05-30  [2023-10-15]. （原始内容存档于2017-12-10） （中文（简体））.
12. ↑  卓美娟. . 蘋果日報. 2002-10-05  [2019-03-28]. （原始内容存档于2019-03-28） （中文）.
13. ↑  . 東方日報. 2003-07-01: C4  [2020-03-21]. （原始内容存档于2003-11-04） （中文）.
14. ↑  魯萍. . 蘋果日報. 2007-06-28  [2019-03-24]. （原始内容存档于2019-02-18） （中文）.
15. ↑  . 東方日報. 2009-07-01  [2019-03-24]. （原始内容存档于2019-01-19） （中文）.
16. ↑  . 太陽報. 2013-04-18  [2019-03-24]. （原始内容存档于2019-01-29） （中文）.
17. ↑  . 星島日報. 2013-04-18  [2019-08-06]. （原始内容存档于2019-08-06） （中文）.
18. ↑  陳倩婷. . 香港01. 2019-07-01  [2019-07-01]. （原始内容存档于2019-06-30） （中文）.
19. ↑  . 頭條日報. 2019-11-09  [2019-11-09]. （原始内容存档于2019-11-09） （中文）.
20. ↑  . 聯合晚報. 1998-06-19  [2025-08-14]. （原始内容存档于2025-08-14） （中文（简体））.
21. ↑  . 華僑日報. 1991-04-12: 13 （中文）.
22. ↑  . My TV Super. 2020  [2020-09-05]. （原始内容存档于2020-09-04） （中文）.
23. ↑  . 華僑日報. 1991-07-01: 20 （中文）.
24. ↑  . My TV Super. 2020  [2020-09-05]. （原始内容存档于2020-09-04） （中文）.
25. ↑  . 大公報. 1991-09-02: 20 （中文）.
26. ↑  . My TV Super. 2020  [2020-09-05]. （原始内容存档于2020-09-04） （中文）.
27. ↑  . 大公報. 1991-12-23: 23 （中文）.
28. ↑  . My TV Super. 2020  [2020-09-05]. （原始内容存档于2020-09-04） （中文）.
29. 1 2  . My TV Super. 2020  [2020-09-05]. （原始内容存档于2020-09-04） （中文）.
30. 1 2  . My TV Super. 2020  [2020-09-05]. （原始内容存档于2020-09-04） （中文）.
31. 1 2  . My TV Super. 2020  [2020-09-05]. （原始内容存档于2020-09-04） （中文）.
32. ↑  . My TV Super. 2020  [2020-09-05]. （原始内容存档于2020-09-04） （中文）.
33. ↑  . My TV Super. 2020  [2020-09-05]. （原始内容存档于2020-09-04） （中文）.
34. ↑  . My TV Super. 2020  [2020-09-05]. （原始内容存档于2020-09-04） （中文）.
35. ↑  . My TV Super. 2025  [2025-07-21]. （原始内容存档于2020-09-04） （中文）.
36. ↑  . My TV Super. 2020  [2020-09-05]. （原始内容存档于2020-09-05） （中文）.
37. ↑  . 華僑日報. 1994-09-27  [2023-04-14]. （原始内容存档于2023-04-14） （中文）.
38. ↑  . My TV Super. 2020  [2025-08-10]. （原始内容存档于2020-09-05） （中文）.
39. ↑  . My TV Super. 2020  [2020-09-05]. （原始内容存档于2020-09-05） （中文）.
40. ↑  . My TV Super. 2020  [2020-09-05]. （原始内容存档于2020-09-05） （中文）.
41. ↑  . My TV Super. 2020  [2020-09-05]. （原始内容存档于2020-09-05） （中文）.
42. ↑  . My TV Super. 2020  [2020-09-05]. （原始内容存档于2020-09-05） （中文）.
43. ↑  . My TV Super. 2020  [2020-09-05]. （原始内容存档于2020-09-05） （中文）.
44. ↑  . My TV Super. 2020  [2020-09-05]. （原始内容存档于2020-09-05） （中文）.
45. ↑  彭美施. . 星島日報. 1996-07-01 （中文）.
46. ↑  . 星島日報. 1996-09-29 （中文）.
47. ↑  . My TV Super. 2020  [2020-09-05]. （原始内容存档于2020-09-05） （中文）.
48. ↑  . My TV Super. 2025  [2025-08-13]. （原始内容存档于2025-08-13） （中文）.
49. ↑  . My TV Super. 2025  [2025-08-13]. （原始内容存档于2025-08-13） （中文）.
50. ↑  . 聯合晚報. 1999-09-27: 11  [2025-05-03]. （原始内容存档于2025-05-03） （中文（简体））.
51. ↑  . 太陽報. 1999-10  [2022-03-21]. （原始内容存档于2022-03-21） （中文）.
52. ↑  . 東方日報. 1999-10  [2022-03-21]. （原始内容存档于2022-03-21） （中文）.
53. ↑  . 華僑日報. 1991-12-12: 13 （中文）.
54. ↑  . 蘋果日報. 2003-07-17  [2019-04-04]. （原始内容存档于2019-04-04） （中文）.
55. ↑  . 蘋果日報. 2003-07-17  [2019-04-04]. （原始内容存档于2019-04-04） （中文）.
56. ↑  . tvb.com.   [2019-03-24]. （原始内容存档于2019-01-30） （中文）.
57. ↑  . 華僑日報. 1991-01-20: 18 （中文）.
58. ↑  . tvb.com.   [2020-09-02]. （原始内容存档于2019-01-30） （中文）.
59. ↑  . tvb.com.   [2020-09-02]. （原始内容存档于2019-01-30） （中文）.
60. ↑  . tvb.com.   [2020-09-02]. （原始内容存档于2019-01-30） （中文）.
61. ↑  . Yahoo娛樂圈. 2015-12-19  [2022-12-12]. （原始内容存档于2022-12-12） （中文）.
62. ↑  . tvb.com.   [2020-09-02]. （原始内容存档于2019-01-30） （中文）.
63. ↑  彭美施、陳文燕. . 星島日報. 1996-01-15 （中文）.
64. ↑  . tvb.com.   [2020-09-02]. （原始内容存档于2019-01-30） （中文）.
65. ↑  . 新明日報. 1997-01-13: 7  [2025-04-08]. （原始内容存档于2025-04-08） （中文（简体））.
66. ↑  . 聯合晚報. 1997-01-13: 10  [2025-04-08]. （原始内容存档于2025-04-08） （中文（简体））.
67. ↑  . tvb.com.   [2020-09-02]. （原始内容存档于2019-01-30） （中文）.
68. ↑  . 新明日報. 1999-01-25: 11  [2025-04-27]. （原始内容存档于2025-04-27） （中文（简体））.
69. ↑  . tvb.com.   [2019-03-24]. （原始内容存档于2019-01-30） （中文）.
70. ↑  . 華僑日報. 1990-12-19: 22 （中文）.
71. 1 2 3  劉靖之. . 香港: 商務(香港)印書館. 2013: 43－46. ISBN 9620756126 （中文）.
72. ↑  . 華僑日報. 1991-01-16: 22 （中文）.
73. ↑  . 香港電台.   [2020-09-03]. （原始内容存档于2019-01-30） （中文）.
74. ↑  . 香港電台.   [2020-09-03]. （原始内容存档于2019-01-30） （中文）.
75. ↑  . 聯合早報. 1992-01-10: 42  [2025-04-26]. （原始内容存档于2025-04-26） （中文（简体））.
76. ↑  . 香港電台.   [2020-09-03]. （原始内容存档于2019-01-30） （中文）.
77. ↑  . 香港電台.   [2020-09-03]. （原始内容存档于2019-01-30） （中文）.
78. ↑  . 香港電台.   [2020-09-03]. （原始内容存档于2019-01-30） （中文）.
79. ↑  . 香港電台.   [2020-09-03]. （原始内容存档于2018-09-06） （中文）.
80. ↑  . 香港電台.   [2020-09-03]. （原始内容存档于2019-01-30） （中文）.
81. ↑  . 新明日報. 1997-01-26: 9  [2025-04-16]. （原始内容存档于2025-04-16） （中文（简体））.
82. ↑  . 香港電台.   [2020-09-03]. （原始内容存档于2019-01-30） （中文）.
83. ↑  . 聯合晚報. 1999-01-30: 21  [2025-04-27]. （原始内容存档于2025-04-27） （中文（简体））.
84. ↑  . 香港電台.   [2020-09-03]. （原始内容存档于2018-12-10） （中文）.
85. ↑  . 香港電台.   [2020-09-03]. （原始内容存档于2018-06-29） （中文）.
86. ↑  劉傳謙. . 香港01. 2021-01-16  [2021-01-17]. （原始内容存档于2021-01-16） （中文）.
87. ↑  . 華僑日報. 1991-01-23: 5 （中文）.
88. ↑  . come back to love.   [2020-09-03]. （原始内容存档于2019-01-30） （中文）.
89. ↑  . 檸音樂歌詞網.   [2020-09-03]. （原始内容存档于2019-01-30） （中文）.
90. ↑  . 檸音樂歌詞網.   [2020-09-03]. （原始内容存档于2019-01-30） （中文）.
91. ↑  . 檸音樂歌詞網.   [2020-09-03]. （原始内容存档于2019-01-30） （中文）.
92. ↑  . 聯合晚報. 1995-01-03: 10  [2025-02-15]. （原始内容存档于2025-02-15） （中文（简体））.
93. ↑  . 檸音樂歌詞網.   [2020-09-03]. （原始内容存档于2019-01-30） （中文）.
94. ↑  . 聯合晚報. 1997-01-02: 10  [2025-04-06]. （原始内容存档于2025-04-06） （中文（简体））.
95. ↑  . 檸音樂歌詞網.   [2020-09-03]. （原始内容存档于2019-01-30） （中文）.
96. ↑  . 檸音樂歌詞網.   [2020-09-03]. （原始内容存档于2019-01-30） （中文）.
97. ↑  . 檸音樂歌詞網.   [2020-09-03]. （原始内容存档于2019-01-30） （中文）.
98. ↑  . 檸音樂歌詞網.   [2020-09-03]. （原始内容存档于2019-01-30） （中文）.
99. ↑  . 大眾電視. 1992-09-19  [2022-02-04]. （原始内容存档于2022-02-04） （中文）.
100. ↑  . 明報. 1993-09-10  [2024-10-01]. （原始内容存档于2024-10-01） （中文）.
101. ↑  . 新明日報. 1995-01-06: 15  [2025-02-05]. （原始内容存档于2025-02-05） （中文（简体））.
102. ↑  . 聯合晚報. 1996-01-22: 9  [2025-03-17]. （原始内容存档于2025-03-17） （中文（简体））.
103. ↑  . 新明日報. 1996-01-22: 11  [2025-03-20]. （原始内容存档于2025-03-20） （中文（简体））.
104. ↑  . 檸音樂歌詞網.   [2020-09-03]. （原始内容存档于2019-01-30） （中文）.
105. ↑  . 星島日報. 1998-01-15: B12 （中文）.
106. ↑  . 明報. 1998-01-15  [2021-01-08]. （原始内容存档于2021-01-08） （中文）.
107. ↑  . 聯合晚報. 1999-01-21: 16  [2025-04-27]. （原始内容存档于2025-04-27） （中文（简体））.
108. ↑  . 檸音樂歌詞網.   [2019-03-24]. （原始内容存档于2019-01-30） （中文）.
109. ↑  . 明報. 2019-11-02  [2020-09-06]. （原始内容存档于2020-09-06） （中文）.
110. ↑  . tvb.com.   [2020-09-02]. （原始内容存档于2019-01-30） （中文）.
111. ↑  . 1997-02-01  [2021-01-08]. （原始内容存档于2021-01-08） （中文）.
112. ↑  . tvb.com.   [2020-09-03]. （原始内容存档于2019-01-30） （中文）.
113. ↑  . 聯合晚報. 1994-02-16: 10  [2025-01-18]. （原始内容存档于2025-01-18） （中文（简体））.
114. ↑  . 日報. 1994  [2021-01-08]. （原始内容存档于2021-01-08） （中文）.
115. ↑  . 聯合晚報. 1995-02-15: 11  [2025-02-05]. （原始内容存档于2025-02-05） （中文（简体））.
116. ↑  . 新明日報. 1996-02-15: 10  [2025-03-17]. （原始内容存档于2025-03-17） （中文（简体））.
117. ↑  . 聯合晚報. 1996-02-15: 14  [2025-03-17]. （原始内容存档于2025-03-17） （中文（简体））.
118. ↑  . 東方日報. 1998-02-04: C7  [2021-01-08]. （原始内容存档于2021-01-08） （中文）.
119. ↑  . 中國文化網.   [2020-09-06]. （原始内容存档于2016-03-06） （中文（简体））.
120. ↑  . 搜狐娛樂. 2005-01-10  [2020-09-03]. （原始内容存档于2008-10-12） （中文（简体））.
121. ↑  . 新浪娛樂. 2002-11-22  [2020-09-03]. （原始内容存档于2017-12-01） （中文（简体））.
122. ↑  南南. . 新報. 2000-01-28  [2021-01-08]. （原始内容存档于2021-01-08） （中文）.
123. ↑  . 搜狐娛樂. 2003-11-25  [2020-09-03]. （原始内容存档于2005-03-06） （中文（简体））.
124. ↑  . 搜狐娛樂頻道. 2002-01-26  [2020-09-03]. （原始内容存档于2005-03-10） （中文（简体））.
125. ↑  黃夏柏. . 香港: 非凡出版. 2017-10: 59－60  [2019-03-30]. ISBN 9789888463138. （原始内容存档于2019-02-23） （中文）.
126. ↑  . 玉郎電視. 1993-09-26  [2022-02-03]. （原始内容存档于2022-02-03） （中文）.
127. ↑  . 成報. 1993-11-24  [2022-02-03]. （原始内容存档于2022-02-03） （中文）.
128. ↑  . 香港兒歌資料庫.   [2019-03-24]. （原始内容存档于2018-11-09） （中文）.
129. 1 2 3 4 5 6 7 8  . 清新周刊. 1994  [2022-02-04]. （原始内容存档于2021-12-22） （中文）.
130. ↑  . 新報. 1994  [2023-03-05]. （原始内容存档于2021-05-02） （中文）.
131. ↑  . 報章. 1995  [2022-02-08]. （原始内容存档于2022-02-08） （中文）.
132. ↑  . 東方日報. 1997  [2024-10-01]. （原始内容存档于2024-10-01） （中文）.
133. ↑  . 聯合晚報. 1998-12-20: 13  [2025-03-18]. （原始内容存档于2025-03-18） （中文（简体））.
134. ↑  . 報章. 1998-12-29  [2022-03-17]. （原始内容存档于2022-03-17） （中文）.
135. ↑  思哲. . 新報. 2000-02-15  [2020-10-30]. （原始内容存档于2020-10-30） （中文）.
136. ↑  . 新浪影音娛樂. 2001-04-21  [2019-08-06]. （原始内容存档于2017-02-02） （中文（简体））.
137. ↑  . 國際唱片業協會(香港會)有限公司.   [2020-06-29]. （原始内容存档于2016-08-28） （中文）.
138. ↑  . 國際唱片業協會(香港會)有限公司.   [2019-03-24]. （原始内容存档于2018-12-09） （中文）.
139. ↑  . 國際唱片業協會(香港會)有限公司.   [2019-08-05]. （原始内容存档于2019-08-05） （中文）.
140. ↑  丁維莉. . 自由電子新聞網. 2002-08-31  [2023-10-15]. （原始内容存档于2020-09-27） （中文）.
141. ↑  . 星島日報. 2002-08-17  [2019-08-05]. （原始内容存档于2019-08-05） （中文）.
142. ↑  . 東方娛樂.   [2019-08-05]. （原始内容存档于2004-12-11） （中文（简体））.
143. ↑  . 金鷹網.   [2019-08-05]. （原始内容存档于2019-06-03） （中文（简体））.
144. ↑  Adam Williamson. . Billboard. 2002-08-10: 43  [2020-07-19]. （原始内容存档于2020-07-19） （英语）.
145. ↑  . 大紀元.   [2019-08-05]. （原始内容存档于2019-08-05） （中文）.
146. ↑  李思穎. . 文匯報. 2006-01-14  [2019-03-24]. （原始内容存档于2012-03-23） （中文）.
147. ↑  . 新浪音樂.   [2019-03-30]. （原始内容存档于2019-03-30） （中文（简体））.
148. ↑  . 星島日報. 2009-01-28  [2019-07-30]. （原始内容存档于2019-07-30） （中文）.
149. ↑  . 四川在線天府早報.   [2019-08-05]. （原始内容存档于2019-08-05） （中文（简体））.
150. ↑  . 新浪音樂. 2011-11-19  [2019-11-13]. （原始内容存档于2016-03-04） （中文（简体））.
151. ↑  . 搜狐.   [2019-05-15]. （原始内容存档于2019-05-15） （中文（简体））.
152. ↑  . 網易娛樂.   [2020-12-31]. （原始内容存档于2021-10-08） （中文（简体））.
153. ↑  . 台北金馬影展.   [2020-09-04]. （原始内容存档于2019-02-14） （中文）.
154. ↑  . 台北金馬影展.   [2020-09-04]. （原始内容存档于2019-01-30） （中文）.
155. ↑  . 台北金馬影展.   [2020-09-04]. （原始内容存档于2018-10-08） （中文）.
156. ↑  . 香港電影金像獎.   [2020-09-04]. （原始内容存档于2019-01-30） （中文）.
157. 1 2  . 香港電影金像獎.   [2020-09-04]. （原始内容存档于2019-01-30） （中文）.
158. ↑  . 香港電影金像獎.   [2020-09-04]. （原始内容存档于2019-01-30） （中文）.
159. ↑  曾錦程、劉昆祐. . 香港: 中華書局(香港)有限公司. 2017-11-02: 675. ISBN 9789888488278 （中文）.
160. ↑  . 日報. 1995  [2021-01-08]. （原始内容存档于2021-01-08） （中文）.
161. ↑  . 亞洲電視. 2001  [2020-09-05]. （原始内容存档于2005-09-16） （中文）.
162. ↑  . 亞洲電視. 2001  [2020-09-05]. （原始内容存档于2005-09-14） （中文）.
163. ↑  . 亞洲電視. 2001  [2020-09-05]. （原始内容存档于2005-09-25） （中文）.
164. ↑  . 亞洲電視. 2001  [2020-09-05]. （原始内容存档于2005-10-01） （中文）.
165. ↑  . 新明日報. 1998-01-19: 9  [2025-04-24]. （原始内容存档于2025-04-24） （中文（简体））.
166. ↑  . 聯合晚報. 1998-01-19: 11  [2025-04-24]. （原始内容存档于2025-04-24） （中文（简体））.
167. ↑  . 亞洲電視. 2001  [2021-12-01]. （原始内容存档于2005-09-22） （中文）.
168. ↑  . 新明日報. 1999-04-26: 10  [2025-04-27]. （原始内容存档于2025-04-27） （中文（简体））.
169. ↑  . 亞洲電視. 2001  [2020-09-05]. （原始内容存档于2001-02-24） （中文）.
170. ↑  . 蘋果日報. 2000-04-09: C03  [2021-06-28]. （原始内容存档于2021-06-28） （中文）.
171. ↑  . 亞洲電視. 2001  [2020-09-05]. （原始内容存档于2005-03-22） （中文）.
172. ↑  . 亞洲電視. 2005  [2020-09-05]. （原始内容存档于2005-11-25） （中文）.
173. ↑  . 新浪影音娛樂. 2004-11-28  [2019-03-30]. （原始内容存档于2006-02-14） （中文（简体））.
174. ↑  . 星島日報. 2005-01-14  [2019-08-03]. （原始内容存档于2019-08-03） （中文）.
175. ↑  . 金鷹網. 2008-12-16  [2019-03-30]. （原始内容存档于2008-12-16） （中文（简体））.
176. ↑  李森. . 蘋果日報. 2010-07-13  [2019-03-30]. （原始内容存档于2019-03-30） （中文）.
177. ↑  . am730. 2011-11-10  [2023-10-15]. （原始内容存档于2019-02-16） （中文）.
178. ↑  . 蘋果日報. 2011-11-10  [2019-03-30]. （原始内容存档于2019-03-30） （中文）.
179. ↑  黎金良. . 香港新聞網. 2017-11-02  [2020-09-05]. （原始内容存档于2019-01-10） （中文）.
180. ↑  . 大公報. 1991-12-14: 24 （中文）.
181. ↑  . 明報. 1992-08-16  [2024-10-05]. （原始内容存档于2024-10-05） （中文）.
182. ↑  . 聯合晚報. 1993-09-20: 10  [2025-08-06]. （原始内容存档于2025-07-28） （中文（简体））.
183. ↑  伍福生. . 廣州日報. 1992  [2022-02-04]. （原始内容存档于2022-02-04） （中文）.
184. ↑  . 明報. 1993-11-11  [2024-10-07]. （原始内容存档于2024-10-07） （中文）.
185. ↑  陳寶怡、陳志嵐. . 明報. 1994-04-18  [2023-04-19]. （原始内容存档于2023-04-19） （中文）.
186. ↑  . 明報. 1994-11-13  [2023-04-15]. （原始内容存档于2023-04-15） （中文）.
187. ↑  . 新明日報. 1996-11-29: 11  [2025-03-22]. （原始内容存档于2025-03-22） （中文（简体））.
188. ↑  . 新明日報. 1997-11-21: 29  [2025-04-18]. （原始内容存档于2025-04-18） （中文（简体））.
189. ↑  . 蘋果日報. 2000-11-18  [2020-10-27]. （原始内容存档于2020-10-27） （中文）.
190. ↑  . 新浪娛樂. 2006-11-18  [2025-07-20]. （原始内容存档于2019-08-03） （中文（简体））.
191. ↑  魯萍、王崇穎. . 蘋果日報. 2009-12-04  [2020-04-30]. （原始内容存档于2020-04-30） （中文）.
192. ↑  . 蘋果日報. 2009-03-02  [2024-05-15]. （原始内容存档于2024-05-15） （中文）.
193. ↑  . 新浪影音娛樂. 2009-03-02  [2020-09-06]. （原始内容存档于2020-09-06） （中文（简体））.
194. ↑  魏幼芳. . 明報. 2010-11-16: C01 （中文）.

### 備註
1. ↑  在頒獎年度內，登上四台音樂流行榜的歌曲總數最多、周次最長的大碟。
2. ↑  同一年度內，在四台各自舉辦的頒獎禮中獲獎總數最多的歌手。